# 陽明海運
陽明海運是臺灣一家大型海運公司，為具有中華民國政府官方背景的企業，總部位於七堵。成立於1972年12月28日，前身可追溯至1873年在上海成立的輪船招商局。之所以以「陽明」為名，是取「陽明」二字所具有的「日」、「太陽」、「光明」之含義與紀念中國歷史的哲學家王陽明，並有奉行王陽明「知行合一」、「即知即行」思想之寓意。現為臺灣第二大、全球第10大海運公司，與長榮海運、萬海航運並列為臺灣的「航運三雄」或「貨櫃三雄」。

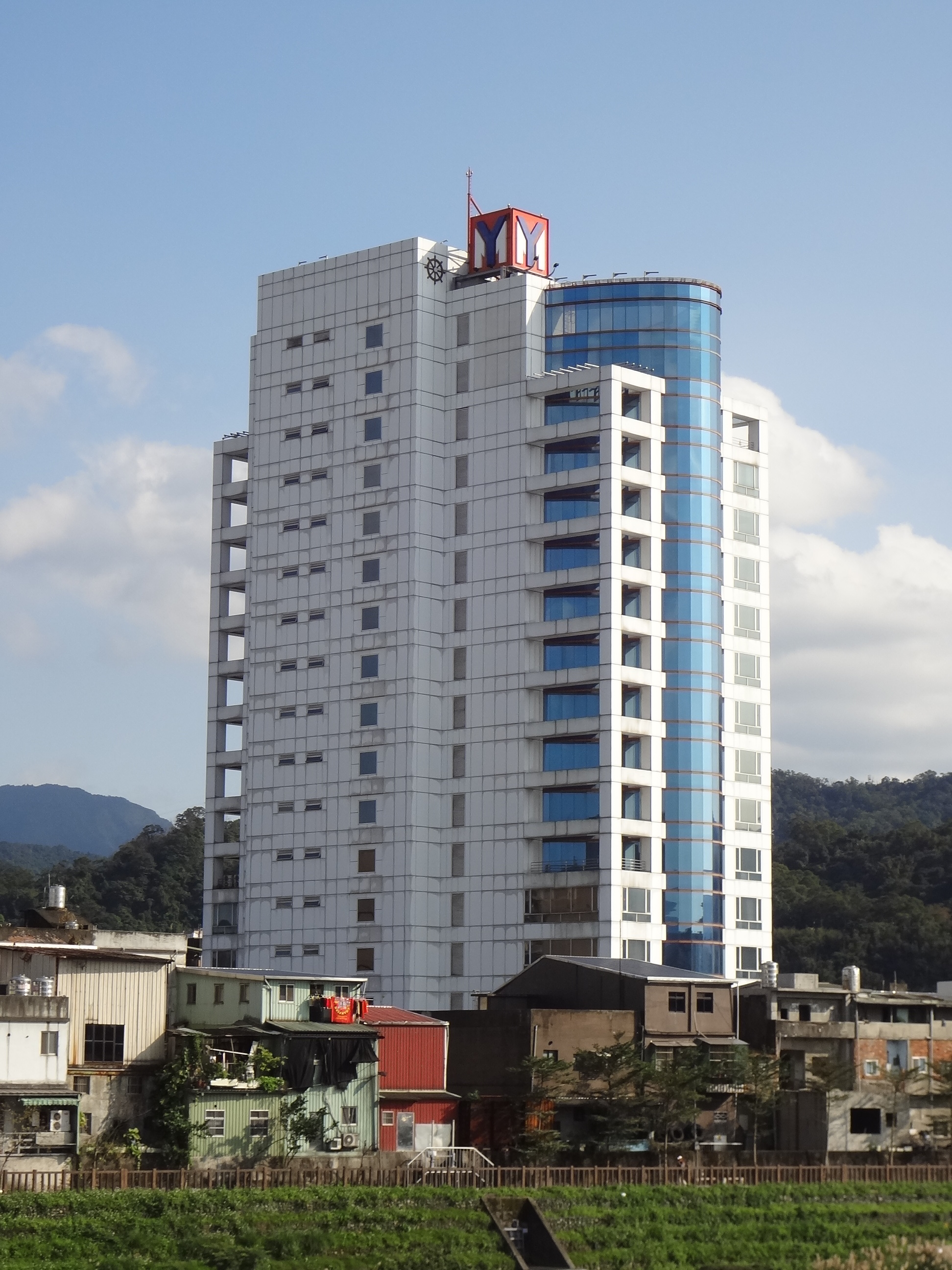
陽明海運七堵總部大樓

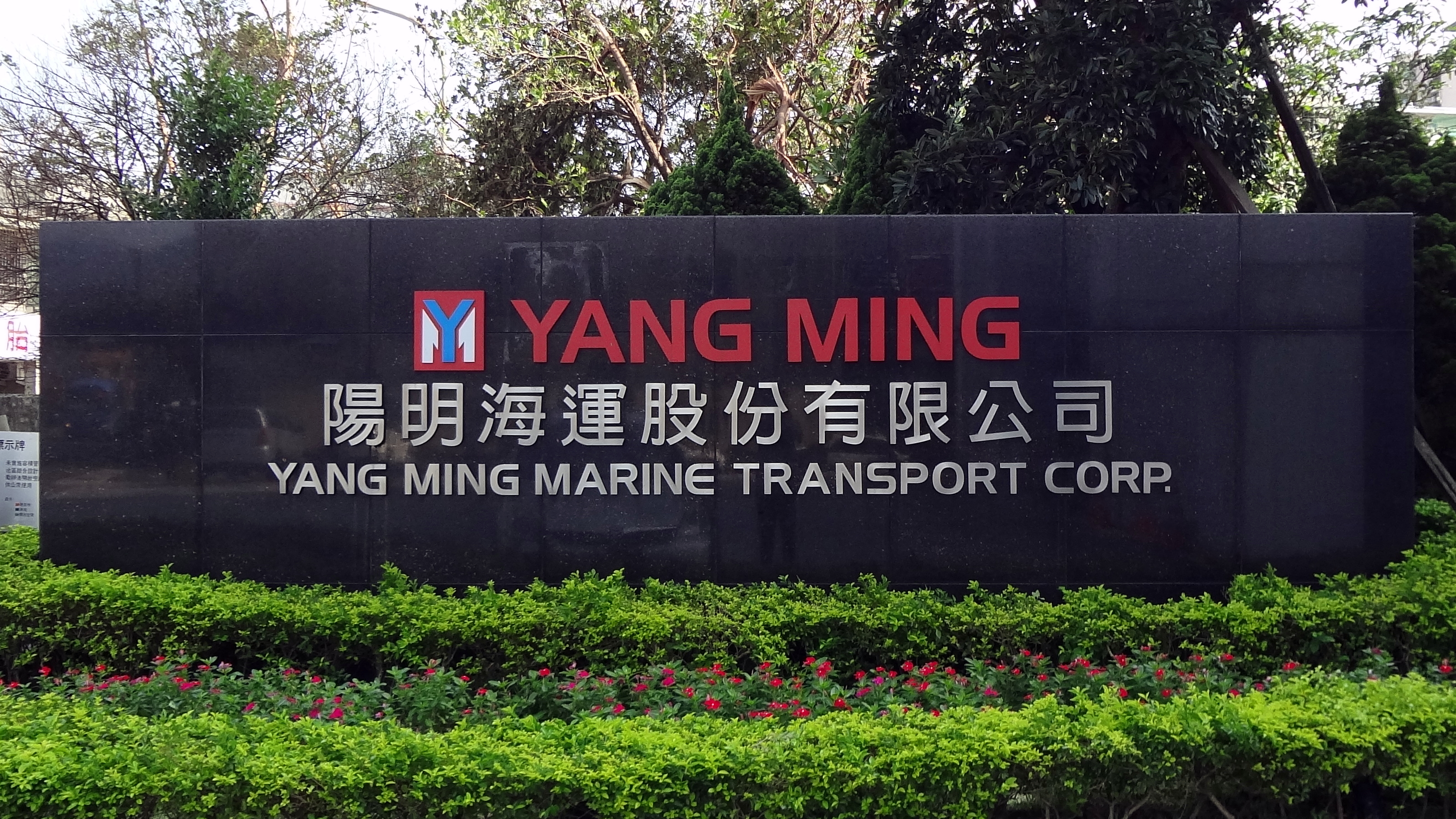
陽明海運總部廣場題字

## 歷史

### 前身（輪船招商局時期）
清同治十一年（1872年），直隸總督李鴻章令浙江海運局總辦朱其昂於上海設立「輪船招商公局」。1873年1月14日，輪船招商局正式成立，是中國第一家自辦自營的航運企業。
1909年，招商局奉旨歸郵傳部管轄。中華民國成立後，中華民國國民政府於1927年11月公布招商局直接隸屬於中華民國交通部。1929年，中國國民黨中央委員會決議將招商局改隸國民政府。1933年，中國國民黨中央政治委員會決議將招商局收歸國營，改名為「國營招商局」，隸屬於交通部。1938年8月，國營招商局改組為「招商局輪船股份有限公司」（China Merchants Steam Navigation Co.）。

### 遷台後至陽明海運時期

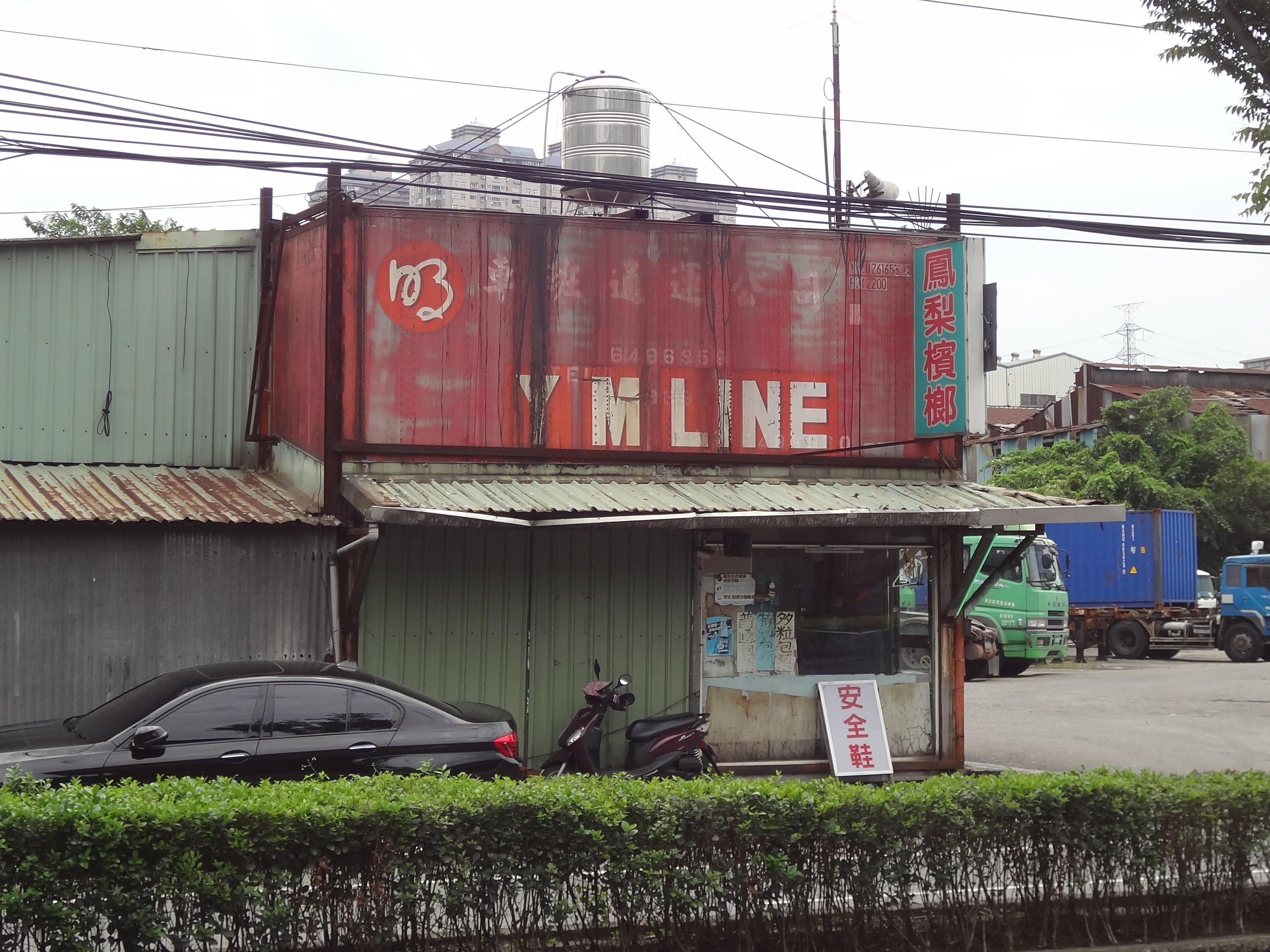
陽明海運舊商標貨櫃

1949年，招商局輪船遷至台灣；中國大陸的原輪船招商局，在中華人民共和國成立後并入了中华人民共和国交通部下属的上海海运局、广州海运局与中国长江航运（集团）总公司；而香港招商局于1950年1月15日宣布倒戈中华人民共和国，此后作为中华人民共和国交通部直属的中資在港企业沿革至今。这導致台灣與香港各有「輪船招商局」的情形發生。
1972年12月28日，由於中華民國在聯合國的席位被中華人民共和國取代，為了防止招商局輪船旗下所有資產被中華人民共和國以「中國的繼承者」的身份強行接收，招商局輪船轉投資成立陽明海運，成立時資本額為新臺幣1億元，第一代總部設於台北市懷寧街53號4至6樓。招商局輪船並將絕大多數部門移至陽明海運，招商局部分逐漸只剩管理處。
1990年5月，陽明海運成立子公司「光明海運股份有限公司」。
1992年，陽明海運在臺灣證券交易所股票上市，股票代號2609。
1995年3月，招商局輪船併入陽明海運，在台灣的招商局正式走入歷史。
1996年2月15日，陽明海運的官股持股比率降至48.9%，完成民營化。
1999年11月11日，陽明海運成立子公司「好好國際物流股份有限公司」，成立時總部設於基隆市。

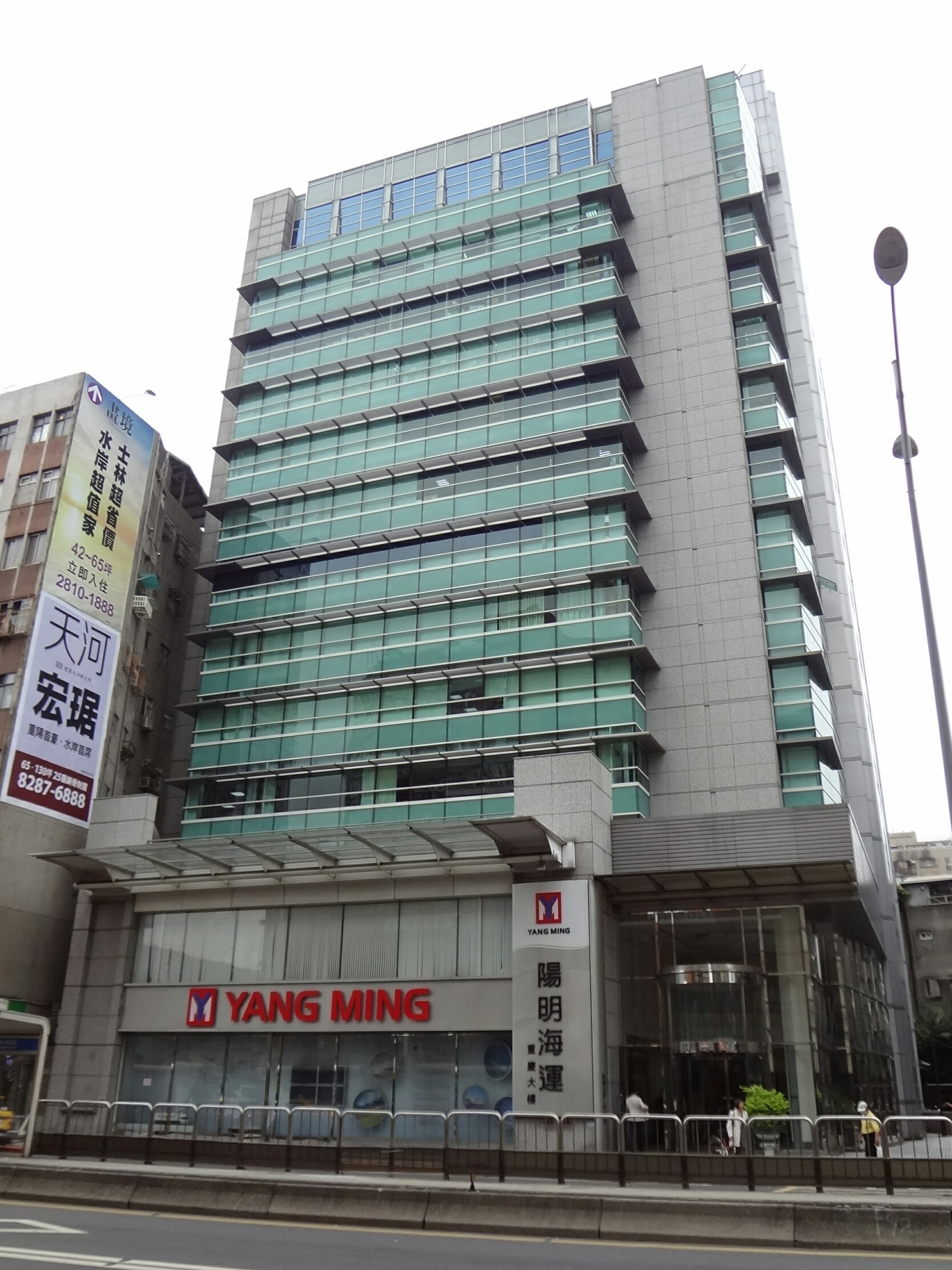
陽明海運重慶大樓

2003年11月20日，陽明海運股票成為台灣50指數成分股。
2004年3月12日，陽明海運董事會決定以新臺幣16.77億元買下臺北市大同區重慶北路二段「南山人壽重慶大樓」，主要供陽明海運臺灣區營業部及轉投資子公司未來業務發展需求；該大樓被陽明海運買下後改名為「陽明海運重慶大樓」。
2008年10月1日，陽明海運散裝貨輪事業分割移交光明海運。
2009年1月，曾是臺灣三大花園之一的汐止周家花園，臺北縣政府文化局曾在2003、2007年文化資產審議委員會中有意將其登錄為臺北縣文化資產，但產權所有人陽明海運均不願配合，至2009年1月陽明海運以環保衛生問題將其火速拆除，至今還是一片平面停車場。
2016年，陽明海運上半年虧損新臺幣84.62億元，為了撙節成本，管理團隊決定大減人事成本：協理級以上主管，上至董事長謝志堅全部減薪，協理級減薪30%、副總級以上減薪50%。董事長謝志堅10月提出減薪案，董事會就火速通過高階主管的減薪方案，11月起正式實施；隨後於11月初公告2016年前3季營收新臺幣838.87億元，年減14.09%，稅後虧損新臺幣130.23億元，每股虧損新臺幣3.76元，公司將進行減資53.27%彌補虧損，然後再增資私募新臺幣百億元，以求穩定財務狀況，同年底，公司方面再將陽明海運內湖大樓售予南山人壽，以降低虧損。
2017年，行政院國家發展基金參與陽明海運私募，認購一億股，成為僅次於交通部之外的第二大股東，此外，台灣航業也參與前一年的減資，公司方面因應之前的虧損，積極開源節流，於同年第一季的營運獲得改善，子公司光明海運於首季虧損也已減半
2017年5月，陽明海運開設菲律賓分點，並廢除伊朗航線。
2017年11月，陽明海運董事會決定配合新南向政策，與台灣港務公司於印尼泗水和當地業者合資貨櫃碼頭與貨運承攬。

## 歷任董事長
| 任別 | 姓名   | 任職期間                 | 備註                                        |
| ---- | ------ | ------------------------ | ------------------------------------------- |
| 1    | 曹仲周 | 1972年12月28日—1980年4月 | 前海軍副總司令，兼招商局董事長              |
| 2    | 池孟彬 | 1980年4月—1988年11月     | 前海軍副總司令，兼招商局董事長              |
| 3    | 歐陽位 | 1988年11月—1995年5月     | 前海軍副總司令，兼招商局董事長              |
| 4    | 陳庭輝 | 1995年5月—2003年7月      |                                             |
| 5    | 盧峯海 | 2003年7月—2005年9月      | 陽明出身，原 台灣航業董事長                 |
| 6    | 黃望修 | 2005年9月—2010年8月      | 原 陽明海運總經理                           |
| 7    | 盧峯海 | 2010年8月—2016年8月      | 回任，原 台灣國際造船董事長                 |
| 8    | 謝志堅 | 2016年8月—2020年10月     | 原 長榮集團副總裁/顧問                      |
| 9    | 鄭貞茂 | 2020年10月—2024年7月31日 | 原 金管會副主委、國發會副主委               |
| 10   | 蔡豐明 | 2024年8月1日—現任        | 海大航運管理學系系主任、原 陽明海運獨立董事 |

## 經營現況

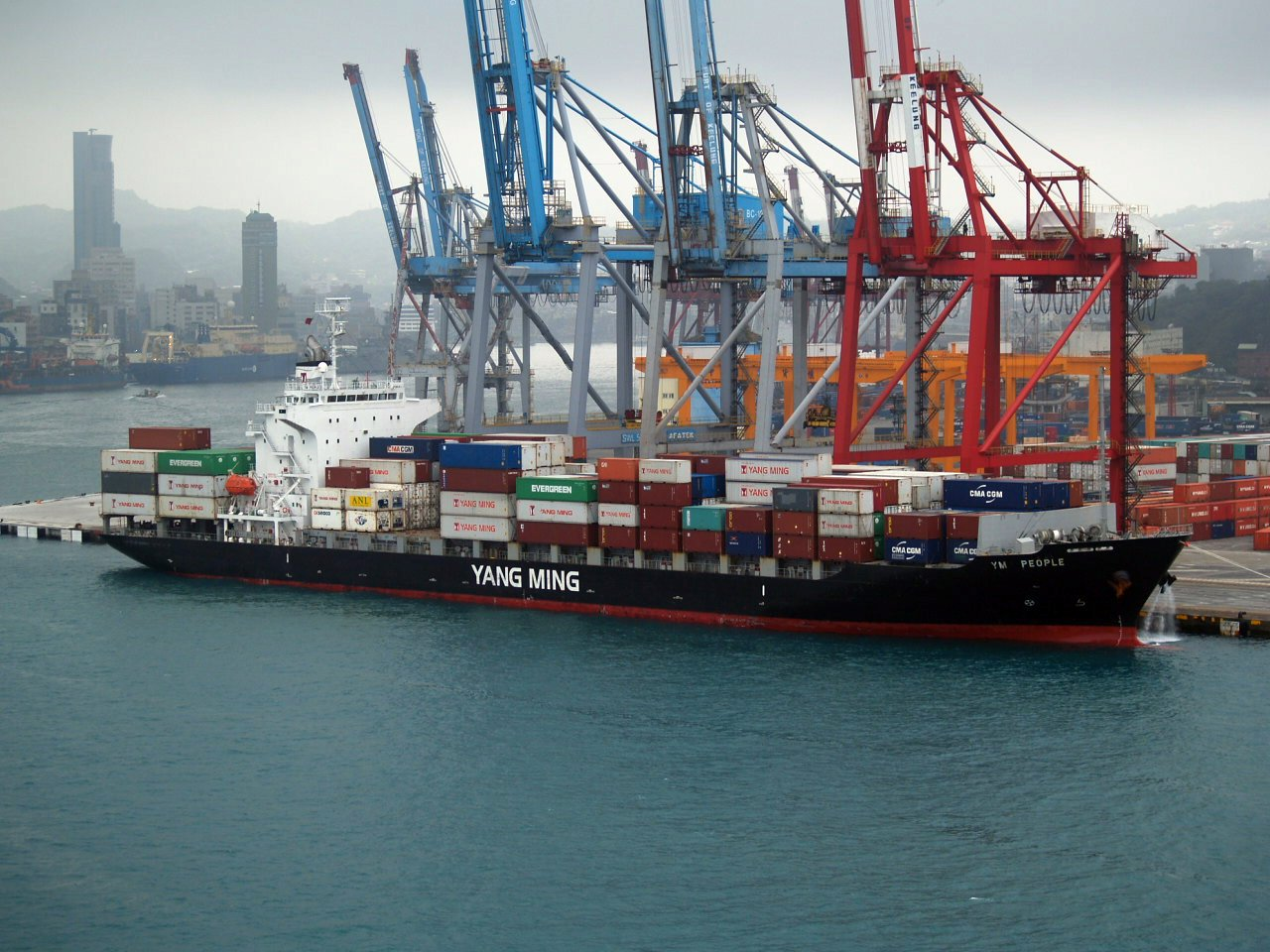
停泊在基隆港西岸碼頭的陽明海運貨櫃船「人明輪」號（YM PEOPLE）

截至2011年6月底止，陽明海運擁有85艘貨櫃船（含8,000TEU以上10艘），及代營4艘台灣電力公司散裝貨輪「電昌五號」、「電昌六號」，「電昌七號」，「電昌八號」，合計運力達34萬TEU，同時依Alphaliner 2011上半年統計資料為全球第15大貨櫃航運商，居業界領先地位。
至2015年4月底止，陽明海運擁有101艘營運船舶，承運能量高達606萬載重噸/ 50萬TEUS，船隊以貨櫃船為主。
至2016年3月11日底止，陽明海運擁有97艘貨櫃船，較去年度減少了4艘，合計運力達516102TEU，依Alphaliner統計資料為全球第13大貨櫃航運商。
至2024年6月，陽明海運擁有93艘貨櫃船，合計運力達695,304 TEUs，排名全球第十大貨櫃航商。

## 船隊
| 陽明海運旗下的貨櫃船級類別 | 陽明海運旗下的貨櫃船級類別 | 陽明海運旗下的貨櫃船級類別 | 陽明海運旗下的貨櫃船級類別 | 陽明海運旗下的貨櫃船級類別                                                            |
| 船級                       | 建造年                     | 最大載櫃量                 | 該級船隻數                 | 備註                                                                                  |
| -------------------------- | -------------------------- | -------------------------- | -------------------------- | ------------------------------------------------------------------------------------- |
| YM H-class                 | 2005                       | 1500                       | 4                          | 4艘全部由台灣國際造船建造                                                             |
| YM I-class                 | 2005–2007                  | 1805                       | 12                         | 12艘全部由台灣國際造船建造                                                            |
| YM U-class                 | 2008-2013                  | 8626                       | 10                         | 10艘全部由台灣國際造船建造                                                            |
| YM E-class                 | 2008–2015                  | 4250-4662                  | 6                          | 6艘全部由台灣國際造船建造                                                             |
| YM M-class                 | 2011-2013                  | 6258-6589                  | 9                          | 2艘由韓進重工建造，4艘由台灣國際造船建造，3艘由今治造船建造                           |
| YM W-class                 | 2015–2019                  | 14078-14220                | 20                         | 15艘分別由現代重工和台灣國際造船建造，向塞斯潘公司承租，5艘由今治造船，向正榮汽船承租 |
| YM C-class                 | 2020–2021                  | 2940                       | 10                         | 10艘全部由台灣國際造船建造                                                            |
| YM T-class                 | 2020–                      | 11714-12726                | 14                         | 5艘由江蘇揚子鑫福造船建造，向高世邁航運公司承租，11艘由今治造船建造，向正榮汽船承租   |
|                            | 2025–                      | 15000                      | 5                          | 5艘全部由現代重工建造。 規格為LNG雙燃料動力節能船。                                   |

## 外部連結
- 陽明海運 （页面存档备份，存于）（繁體中文）（简体中文）（英文）
- 陽明海洋文化藝術館 （页面存档备份，存于）（繁體中文）
- 陽明高雄海洋探索館 （页面存档备份，存于）（繁體中文）（英文）（日語）
- 高明貨櫃碼頭公司 （页面存档备份，存于）（英文）（繁體中文）（简体中文）
- 光明海運股份有限公司 （页面存档备份，存于）（繁體中文）（英文）
- 陽明海運股份有限公司台灣公司資料 （页面存档备份，存于）